# Station Cérons
Station Cérons is een spoorwegstation in de Franse gemeente Cérons. Het wordt bediend door treinen van het netwerk TER Nouvelle-Aquitaine op de trajecten Bordeaux - Agen en Bordeaux -Langon.